# جيمينيانو مونتاناري
جيمينيانو مونتاناري (1 يونيو 1633-13 أكتوبر 1687) عالم فلك إيطالي وصانع عدسات ومؤيد للنهج التجريبي للعلوم. كان عضوًا في العديد من الأكاديميات العلمية، ولا سيما أكاديمية دي جيلاتي. من بين طلاب مونتاناري المشهورين دومينيكو غولييلميني وفرانشيسكو بيانشيني وجيانانتونيو دافيا ولويجي فرديناندو مارسيلي.
اشتهر بملاحظته، التي قالها حوالي عام 1667، أن ثاني ألمع نجم (يسمى رأس الغول) في كوكبة فرساوس تنوع في سطوعه. من المحتمل أن يكون آخرون قد لاحظوا هذا التأثير من قبل، لكن مونتاناري كان أول عالم فلك مذكور بالاسم يسجله. تشير أسماء النجم باللغات العربية والعبرية ولغات أخرى، إلى نفس المعنى وهو «الغول» أو «الشيطان»، إلى أن سلوكه غير العادي قد لوحظ منذ فترة طويلة.

## سيرته الذاتية
ولد مونتاناري في مودينا في 1 يونيو 1633. مونتاناري هو ابن جيوفاني مونتاناري ومارجريتا زاناسي، وتركهم أبوه في سن العاشرة. بدأ مونتاناري دراسته في مودينا. ذهب في العشرين من عمره إلى فلورنسا لدراسة القانون؛ بقي هناك لمدة 3 سنوات. في فلورنسا شارك في مراقبة أطوار كوكب زحل التي تم إجراؤها بعد نشر نظام ساتورنيوم لهيغنز. في عام 1656 غادر مونتاناري فلورنسا وانتقل إلى سالزبورغ، النمسا، حيث حصل على شهادة في القانون في نفس العام. بفضل تأثير باولو ديل بونو، أحد آخر تلامذة غاليليو المباشرين والدبلوماسي الفلورنسي في البلاط الإمبراطوري، تابع الدراسات الرياضية التي بدأها في مودينا في سن الثالثة عشرة.
في بداية عام 1661، أصبح مونتاناري فيلسوفًا وعالم رياضيات في البلاط في مودينا. في غضون ذلك، تعرف العالم الموديني على ماركيز كورنيليو مالفاسيا، عضو مجلس شيوخ ذو نفوذ وراعي العلوم في بولونيا، الذي بنى في منزله الريفي بالقرب من مودينا مرصدًا فلكيًا. ساعد مونتاناري مالفاسيا في إكمال كتابه التقويم الفلكي (مودينا، 1662)، وبعد وفاة ألفونسو ديستي في يوليو 1662، غادر بلاط مودينا وتابع دراساته ومراقباته الفلكية بفضل رعاية الماركيز. تمكن مالفاسيا أيضًا من أن يحصل له على أستاذية في قسم الرياضيات في جامعة بولونيا، التي عين فيها مونتاناري من قبل مجلس الشيوخ في ديسمبر 1664. حاضر مونتاناري في منصب بعد الظهر، بينما شغل البولوني بيترو مينغولي، تلميذ كافاليري الشهير وكاهن الرعية، منصب الصباح. شغل جيوفاني دومينيكو كاسيني منصب محاضر رياضي ثالث، وهو صديق مقرب لمونتاناري.
في بولونيا رسم مونتاناري خريطة دقيقة للقمر باستخدام ميكرومتر عيني من صنعه. كما قدم ملاحظات حول الجاذبية الشعرية ومشاكل أخرى في الإحصائيات، وقال إن لزوجة السائل تعتمد على شكل جزيئاته. في عام 1665، نظم مونتاناري أكاديمية ديلا تراشيا، كتمهيد لأكاديمية ديجلي إنكويتي وأكاديمية العلوم في معهد بولونيا. تأسست الأكاديمية في العام التالي لدعوة مونتاناري إلى الجامعة، وفي العامين الأولين من نشاطها اجتمعت في منزل أرستقراطي بولوني، هو رئيس الدير كارلو أنطونيو سامبيري. عقدت منذ نحو 1667-1668 حتى عام 1677، الاجتماعات في منزل مونتاناري. كان مونتاناري مراقبًا فلكيًا ثاقبًا، كما يتضح من الملاحظات التي أعطاها عن النيزك الذي عبر سماء وسط إيطاليا في 21 مارس 1676 أو تلك المتعلقة بمذنب عام 1682، وهو ذاته الذي راقبه إدموند هالي. تم ذكر ملاحظات مونتاناري عن المذنب الكبير لعام 1680 مرتين في المجلد الثالث من مبادئ نيوتن. نشر مونتاناري عدة أوراق دعائية تهدف إلى تشويه سمعة التكهنات التنجيمية. في عام 1675، قام بخدعة متعمدة من خلال كتابة تقويم تنجيمي بشكل عشوائي تمامًا، لإظهار أن التنبؤات التي تم إجراؤها بالصدفة من المرجح أن تتحقق مثل تلك التي تنتج عن علم التنجيم. في الفترة الوجيزة التي تلت غاليليو غاليلي، انخرط التجريبيون مثل مونتاناري في معركة ضد وجهات النظر الأكثر صوفية للعلماء مثل دوناتو روسيتي، تلميذ بوريلي. على خلاف ذلك، رسم مونتاناري خطًا واضحًا من الحياد الميتافيزيقي، مبني على التمييز الدقيق بين الميتافيزيقيا والفلسفة الطبيعية.
في يوليو 1678 تم تعيين مونتاناري في منصب بادوان الجديد الخاص بعلم الفلك والأرصاد الجوية. فقدت جميع سجلات هذه الفترة من حياته تقريبًا. بقيت رسالة من عام 1682 تسجل رؤية لمذنب هالي. كتب أيضًا عن الاقتصاد، مشيرًا إلى أن الطلب على سلع معينة كان ثابتًا، ووضع تعليقات عن العملات المعدنية وقيمة المال (1683).
كان مونتاناري صديقًا مقربًا للمهندس المعماري غوارينو غواريني. في عام 1678، ساعد غواريني في تنظيم مناظرة مونتاناري مع عدوه اللدود دوناتو روسيتي في تورينو.
سميت حفرة على سطح القمر،في موقع إحداثياته 45.8 جنوبًا، 20.6 غربًا، باسمه.